# Synteza subtraktywna

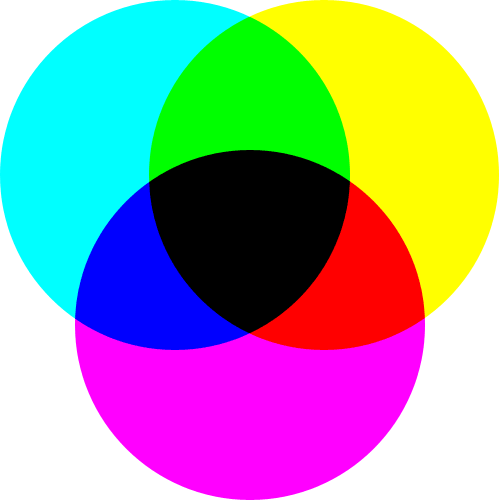
Mieszanie subtraktywne

Synteza subtraktywna – zjawisko mieszania kolorów poprzez odejmowanie promieniowań widzialnych różnych długości (najczęściej poprzez pochłanianie niektórych długości fal przez powierzchnię, od której odbija się światło białe, lub szeregowo ustawionych filtrów światła przechodzącego przez nie).
Synteza subtraktywna zachodzi np. przy mieszaniu farb o różnych kolorach: w miejscu pokrytym (pomalowanym, zadrukowanym, zabarwionym) farbą powstałą ze zmieszania farb o różnych kolorach oko ludzkie widzi odbity strumień światła będący tą częścią światła białego, która zostanie po pochłonięciu wszystkich składowych barwnych przez poszczególne farby wchodzące w skład mieszanki.
Synteza subtraktywna dwóch barw przeciwstawnych (dopełniających) z koła barw daje wrażenie wzrokowe barwy achromatycznej (teoretycznie, pod warunkiem precyzyjnej przeciwstawności barw i pełnego pochłaniania wszystkich składowych barwnych poza składową odbitą).

## Wykorzystanie syntezy subtraktywnej
Metodę tę wykorzystuje się m.in. w druku. Druku dokonuje się na podłożu o określonej barwie, na przykład na białym papierze. Farba drukowa, pokrywając papier, tworzy filtr, a niepochłonięte długości fal świetlnych docierają do oka, wywołując wrażenia określonej barwy.